# Koktebel
Koktebel (ukrainisch und russisch Коктебель; 1945–1991 Планерське Planerske, russisch Планерское Planerskoje) ist eine Siedlung städtischen Typs an der Südostküste der Krim. Sie gehört zum Stadtkreis von Feodossija und ist etwa 20 Kilometer von Feodossija und 15 Kilometer von Sudak entfernt. Zur Siedlungsverwaltung zählt neben dem eigentlichen Ort auch das Dorf Nanikowe (Нанікове).

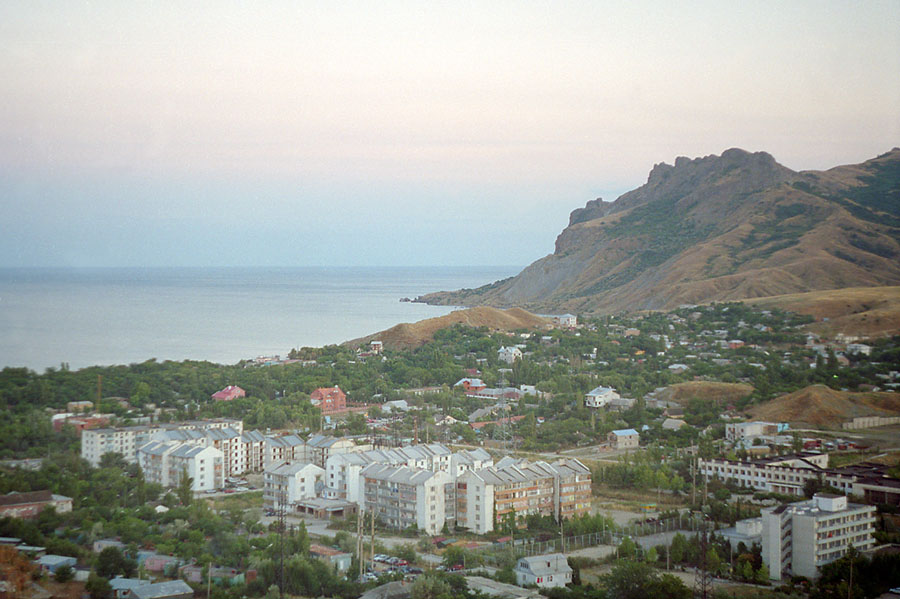
Blick auf den Ort

## Planerskoje
Bei Koktebel entstand in den 1920er Jahren mit Planerskoje (dt. Segelfliegerstadt) ein Sport- und Segelflugplatz (45° 1′ 8,2″ N, 35° 12′ 31,6″ O), der ein sowjetisches Zentrum zur Erprobung von neuen Segelflugzeugen wurde. Es wurden verschiedene Flügelprofile und Stellungen getestet, unter anderem Nurflügler bzw. Deltaflügler. Ab 1923 wurden dort die sowjetischen Allunions-Segelflugwettbewerbe durchgeführt, an denen auch einige später bekannt gewordene Luftfahrtkonstrukteure wie zum Beispiel die damaligen Flugzeugbaustudenten Sergei Iljuschin, Wladimir Pyschnow und Michail Tichonrawow, der Schüler Oleg Antonow, der Hilfsarbeiter Alexander Jakowlew sowie der spätere Raketenbauer Sergei Koroljow mit ihren vielfach selbst gebauten Segelflugzeugen teilnahmen. Im Juli 1929 wurde von der Organisation OSSOAWIACHIM eine Segelflugschule eröffnet.
Es bestanden auch Verbindungen zu deutschen Segelflugpionieren. So waren sowjetische Segelflieger mit ihren Konstruktionen mehrmals bei den in den 1920er Jahren alljährlich stattfindenden Rhönwettbewerben auf der Wasserkuppe vertreten, beispielsweise 1925 mit der von Sergei Iljuschin gebauten AWF-21 Moskwa. Im Gegenzug nahm auf Einladung sowjetischer Flugsportler im Oktober gleichen Jahres eine Gruppe deutscher Segelflieger am Allunions-Wettbewerb teil, darunter Gottlob Espenlaub, Arthur Martens und Ferdinand Schulz. Auch durchliefen in Koktebel zum Beispiel 1932 drei deutsche Piloten des Arbeiterflugvereins Sturmvogel ihre Segelflugausbildung, unter anderem beim späteren Testpiloten Sergei Anochin, der hier zu dieser Zeit als Fluglehrer tätig war.
Ein Museum am Pistenrand in Planerskoje zeigt in kleinen Modellen aus jener Zeit die Entwicklung des sowjetischen Segelflugs.

## Woloschin

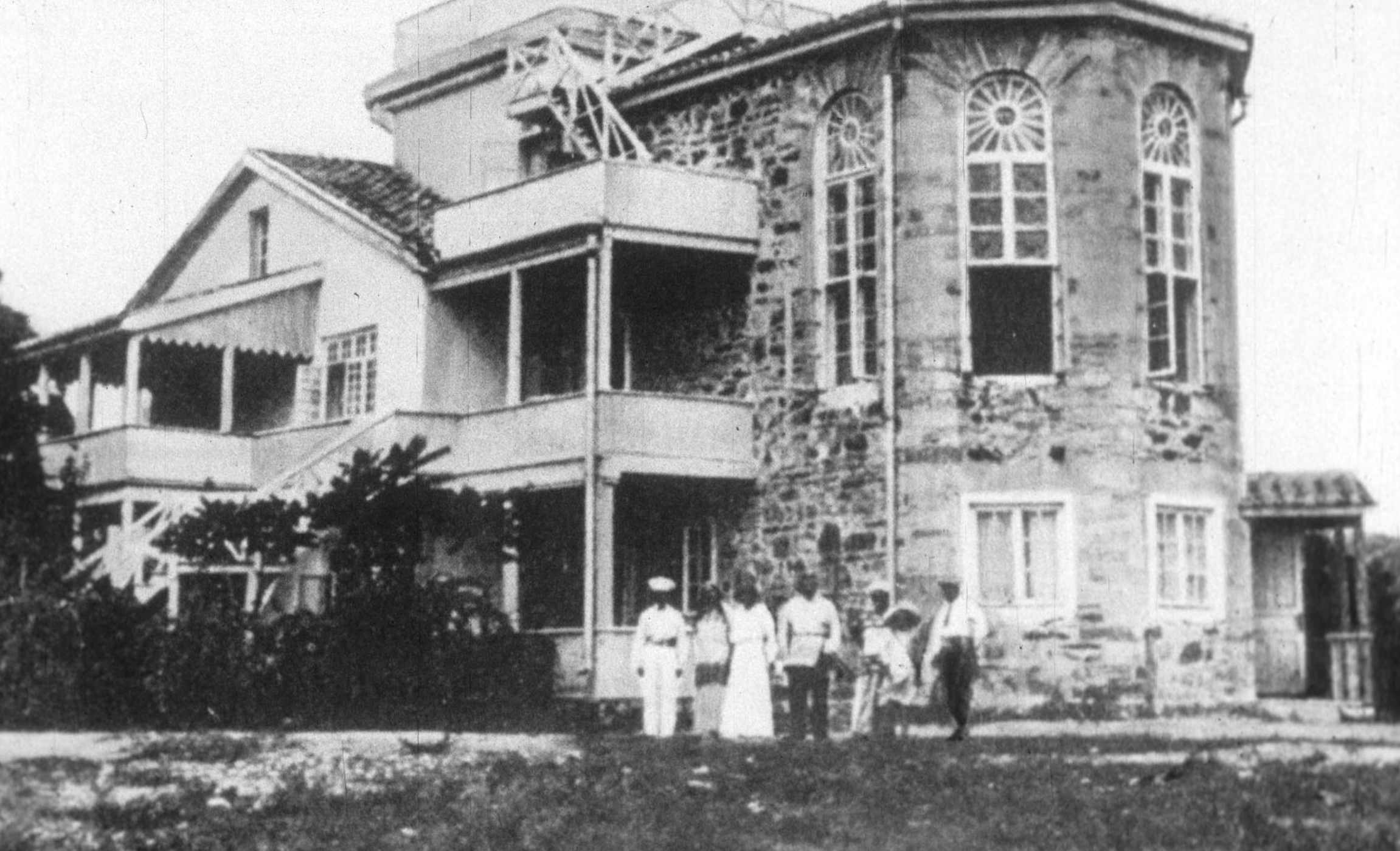
Haus 1917

1907 kauft die verwitwete Mutter Woloschins ein Haus in Koktebel. Woloschin erweitert es in den folgenden Jahren zur Künstlerpension. Danach kommen Maler- und Dichterfreunde aus Moskau. Als eine der ersten Marina Zwetajewa. Ossip Mandelstam hat einige seiner Gedichte beim Spazieren in den blauen Bergen um Koktebel verfasst. 1931 übergibt Woloschin sein Haus an den Schriftstellerverband der Sowjetunion und erhält eine staatliche Pension.

## Persönlichkeiten
- Maximilian Woloschin (1877–1932), Autor und Landschaftsmaler, verbrachte viele Jahre in Koktebel
- Ekaterina Junge (1843–1913), Landschaftsmalerin und Schriftstellerin, Gründerin der Künstlersiedlung Koktebel

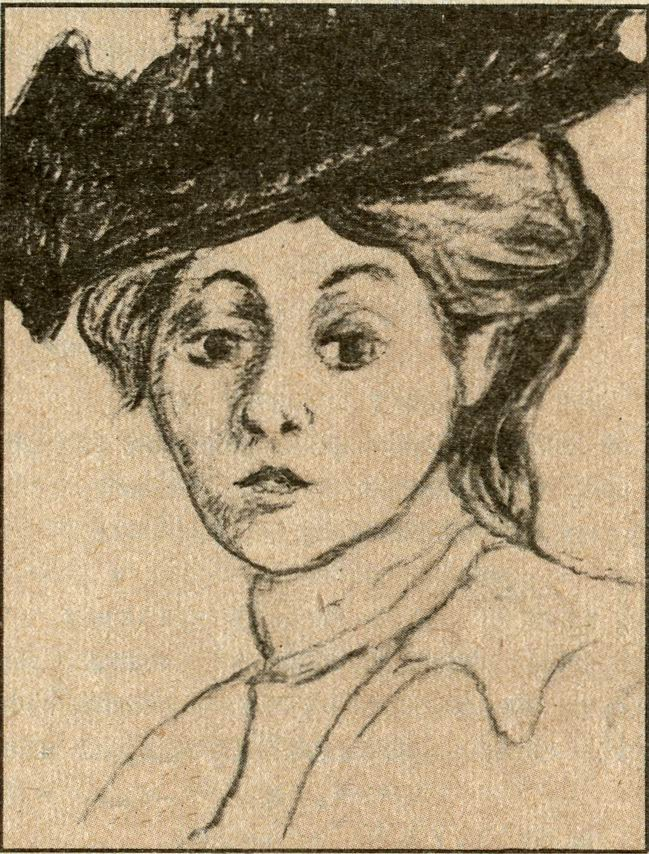
Ekaterina Junge gezeichnet von Maximilian Woloschin